# Tonneau (koets)

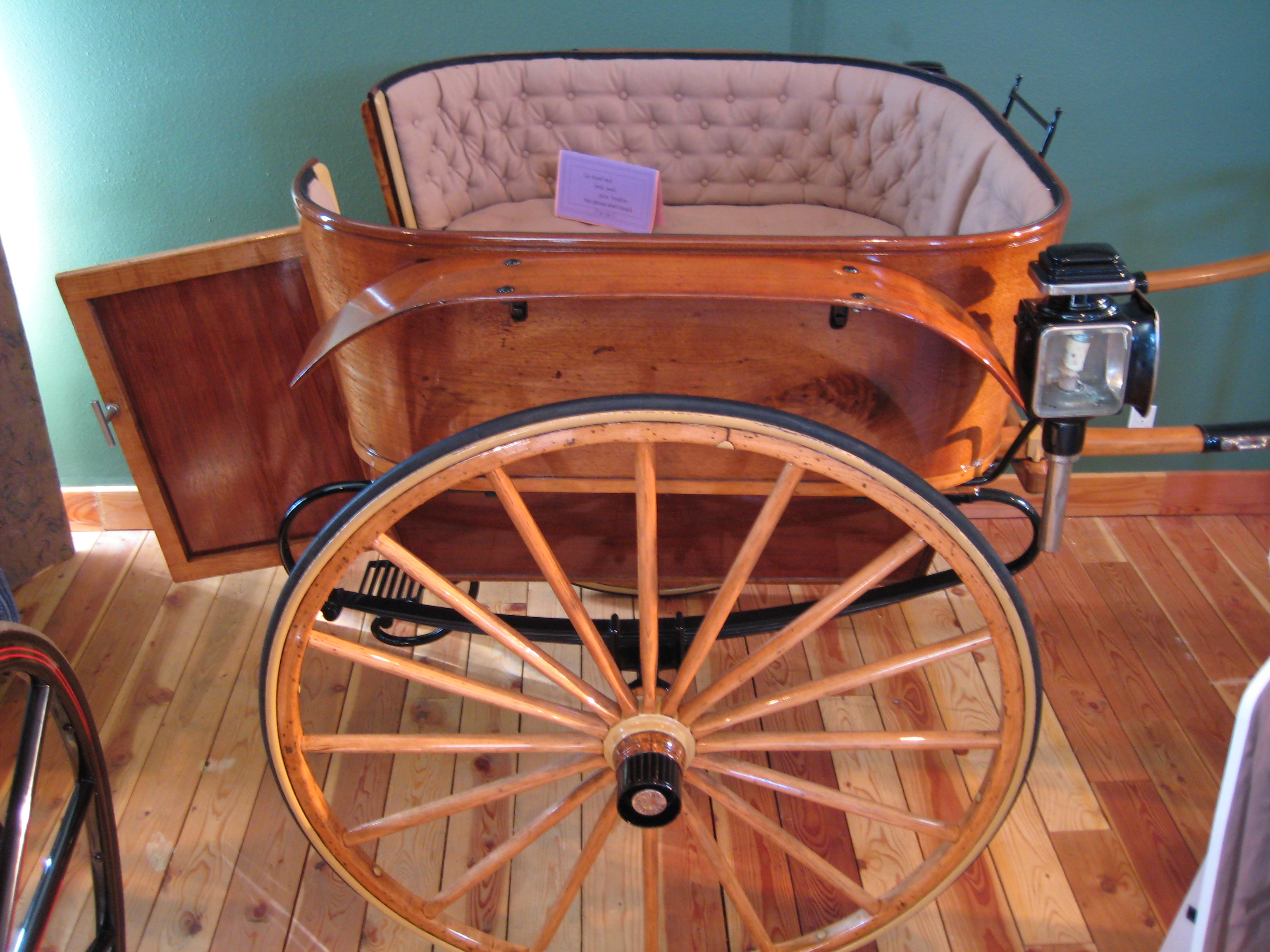
Een tonneau

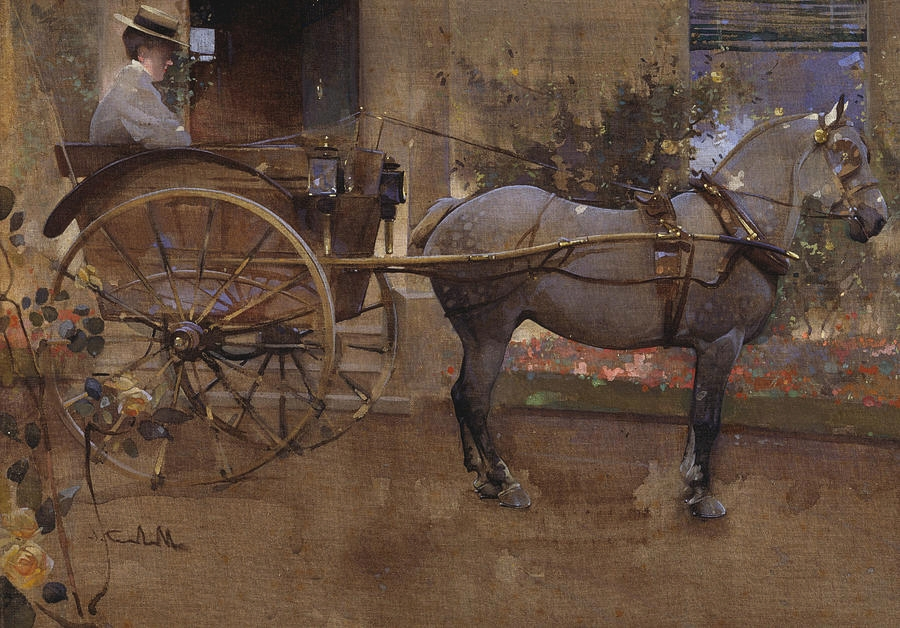
The Governess Cart van Joseph Crawhall III

Een tonneau is een kleine paardenkoets met twee wielen die rond 1885 voor het eerst verscheen. Het rijtuig dankt zijn naam aan zijn ronde vorm (tonneau is Frans voor "ton" of "tobbe"). Latere versies van dit soort karren kregen een meer vierkante vorm.
De tonneau heeft in de lengte geplaatste zitbanken, die toegankelijk zijn via een centrale instap aan de achterkant. Dit ontwerp gaf begin twintigste eeuw aanleiding tot een type autocarrosserie, de tonneau.
Door het lage zwaartepunt was dit type rijtuig bijzonder veilig en door de lage instap achteraan bleek het uitermate geschikt voor het vervoeren van kinderen en ouderen. In Angelsaksische landen wordt dit rijtuig ook vaak de governess cart (gouvernantekar) genoemd omdat gouvernantes er vaak mee op stap gingen met de kinderen.
Het model lijkt sterk op een dresseerkar, ook deze heeft de instap aan de achterzijde maar meestal geen portier.

## Governess carts

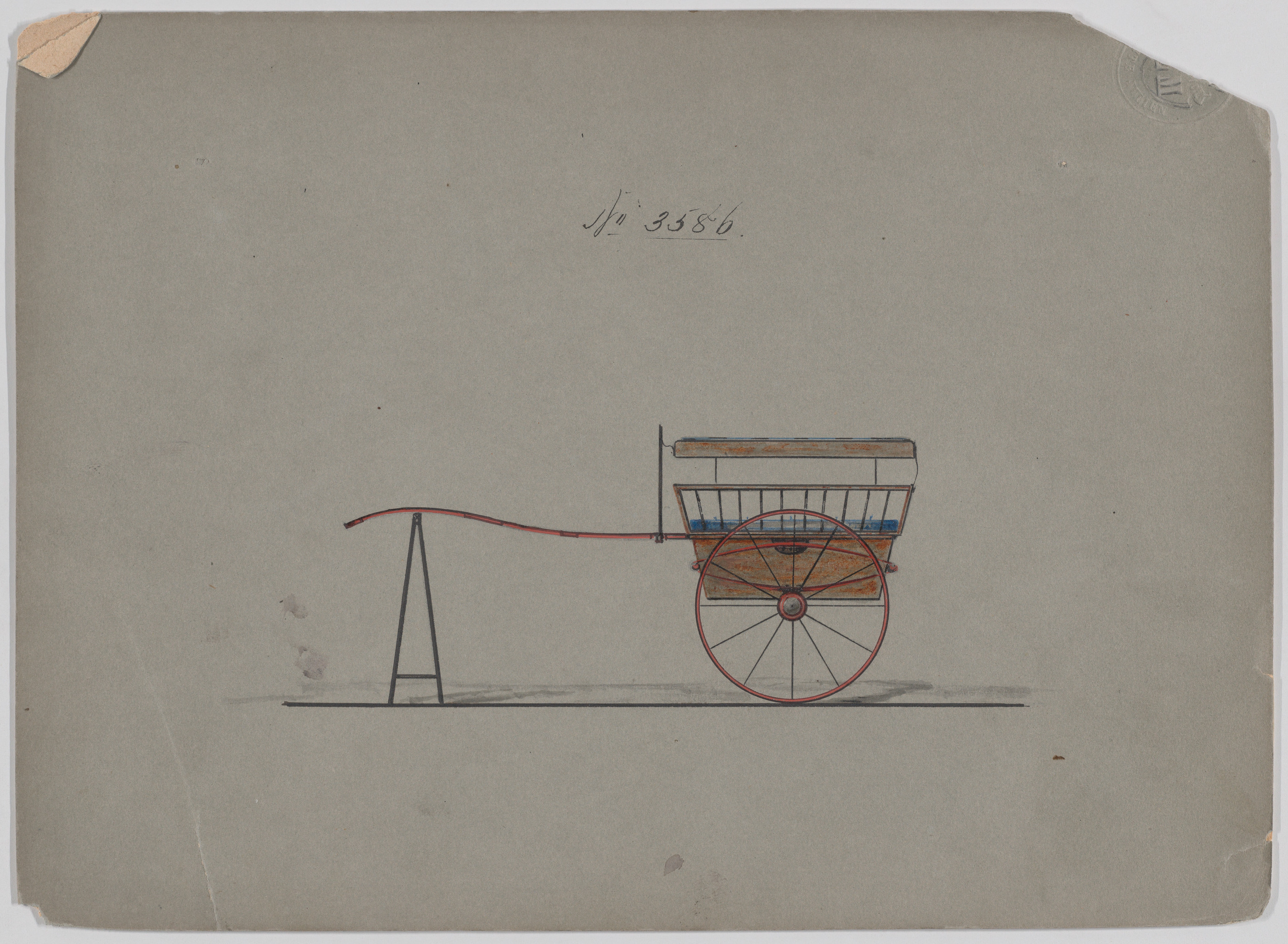
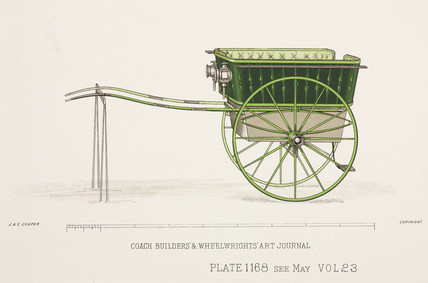